# Ole Schäfer
Ole Schäfer (* 1970 in Gütersloh; † Mai 2024) war ein deutscher typografischer Gestalter und Schriftentwerfer. Seine im Jahr 2000 veröffentlichte Schrift FF Fago wird von Fachleuten als moderner Klassiker angesehen. Er war involviert in den Ausbau der erfolgreichsten ITC-Schrift Officina und der FontFont-Bestseller FF Meta und FF Info.

## Leben
Ole Schäfer studierte Grafikdesign an der FH Bielefeld und arbeitete 1995 bis 1999 als Type Director bei MetaDesign in Berlin. Dort betreute er Projekte für Kunden wie Audi, Volkswagen, Boehringer Ingelheim, Flughafen Düsseldorf, Sächsische Zeitung, Berliner Verkehrsbetriebe (BVG) und andere. Von 1999 bis 2004 arbeitete er als unabhängiger Schriftentwerfer und Dozent für Typografie an der Designakademie in Berlin, von 2006 bis 2007 war er Lehrbeauftragter für Typografie an der FH Hildesheim. 2011–2014 unterrichtete er Schriftdesign an der Berliner technischen Kunsthochschule (Btk). 2015 an der design akademie berlin sowie der Akademie für Illustration und Design in Berlin.
Ole Schäfer entwarf unter anderem die Fernsehschriften des WDR-Fernsehens und überarbeitete und erweiterte die Hausschriften der Heidelberger Druckmaschinen AG. Er zeichnete verantwortlich für die Text- und Headlineschriften der Zeitschrift PAGE und des Berliner Stadtmagazins tip.
Gemeinsam mit Karl-Heinz Lange überarbeitete er verschiedene Schriftarten aus der ehemaligen DDR und ermöglichte somit ihre Verwendung mit heutigen technischen Mitteln.

## Veröffentlichungen
- FF City Street Type Berlin (mit Verena Gerlach)
- FF Fago
- FF Info (mit Erik Spiekermann)
- FF Turmino
- FF Zine Sans, Serif, Slab
- PTL Minimala (mit Karl-Heinz Lange)
- PTL Publicala (mit Karl-Heinz Lange)
- PTL Superla (mit Karl-Heinz Lange)
- PTL Adigo
- PTL Fabrik
- PTL Golary Red
- PTL Manual Sans, Semi, Round, Slab, Office, Mono
- PTL Notes, Soft, Mono, Tec Mono
- PTL Qugard Sans, Slab
- PTL Scetbo
- PTL Speech
- PTL Zatro
- PTL Zupra Sans
- ITC Officina (Erweiterung der Schriftfamilie in Zusammenarbeit mit Erik Spiekermann und Just van Rossum)